# Баскский национализм
Баскский национализм (баск. Euskal abertzaletasun) — собирательное название нескольких национально-политических движений, которые выступают за защиту и сохранение баскского языка, расширение автономии басков в рамках современных государств Испания и Франция, а в более экстремальных случаях также ратуют за создание басками своего, полностью независимого государства. Поскольку баски являются разделённым народом, их национализм имеет черты ирредентизма, так как баскские националисты стремятся к политическому объединению всех баскоязычных регионов (автономные сообщества Страна Басков и Наварра в Испании и историческая область Северная страна басков во Франции).

## Предпосылки

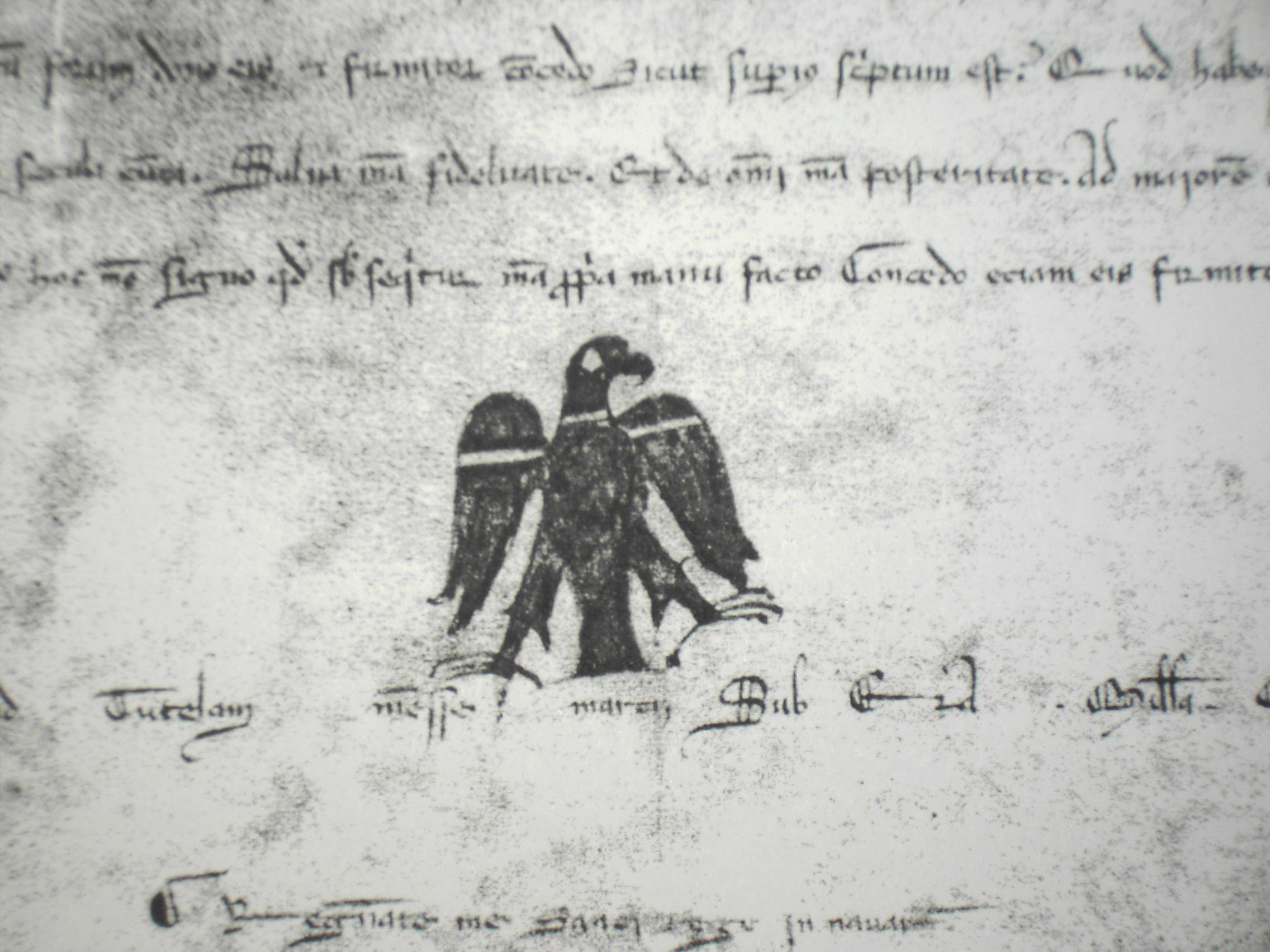
Arrano Beltza (Чёрный Орёл), геральдический символ, использующийся ныне баскскими националистами как символ Euskal Herria.

Баскский национализм имеет глубокие исторические корни и связан с этнокультурным своеобразием населённых басками территорий, простирающихся вдоль Бискайского залива и охватывающих территорию по обе стороны Пиренеев.
Во времена классической античности баски, как один из самых древних народов Европы, стали объектом романизации и со временем превратились в языковой остров внутри обширного романоязычного ареала. В средние века процесс постепенной эрозии баскского языка соседними романскими языками носил мирный характер языкового замещения.
С XIII века автономия баскских сообществ фиксировалась форальными правами (от понятия «фуэрос» — совокупность льгот и привилегий, во многом определявших взаимоотношения между центром и провинциями). На протяжении столетий фуэрос являлись для басков воплощением их старинных традиций и обычаев, символом национальной самобытности. В Новое время местные историки и хронисты описывали басков как предшественников испанцев на Пиренейском полуострове, «богоизбранный народ», земли которого с древних времен отличаются демократическим устройством и всеобщим равенством. На протяжении столетий баски с малых лет впитывали идею собственной исключительности.
Катализатором роста национального самосознания стало распространение идей карлизма в Испании XIX века. Истоки баскского национализма коренятся в карлистских войнах, что уничтожили традиционную систему отношений между баскскими провинциями и испанской монархией. В этот период реакционное движение фуэристов встало на защиту системы региональных хартий (фуэрос) и территориальной автономии от централизаторских устремлений либерального или же консервативного правительств в Мадриде. Центральное правительство стало на путь насильственной кастильянизации северных провинций. Стремясь к централизации Испании, мадридские власти после второй карлистской войны пошли на отмену региональной системы фуэрос, заменив их «экономическими соглашениями» (conciertos económicos), что, вкупе с усилившимся расслоением регионов по показателям социально-экономического развития, привело к пробуждению баскских и каталонских национальных чувств.
Таким образом, войны, принесшие новые свободы большей части испанских провинций, имели прямо противоположный результат для басков. С другой стороны, перенос таможенных постов с южных рубежей Страны Басков на испано-французскую границу, наряду с вхождением баскских провинций Испании в испанский рынок, способствовал развитию местной экономики. Экономический аспект стал играть важную роль в мотивации баскского национализма, поскольку индустриализация в северных регионах Испании, в том числе в баскоязычных, носила более интенсивный характер, чем по Испании в целом. Однако в социально-культурной сфере баскское общество до последней четверти XIX-го века сохраняло аграрный, консервативно-традиционалистский характер и отличалось высокой степенью религиозности (баски долгое время считались одним из самых религиозных народов в Европе).

## Зарождение и развитие
В это же время начался бурный, но запоздалый процесс индустриализации Испанского Королевства, в котором Страна Басков сыграла весьма заметную роль. Во второй половине XIX века начался экспорт высококачественной железной руды из западной Бискайи, до этого использовавшейся лишь в небольших сталелитейных производствах на западе Страны Басков, в Великобританию. Затем развернулось строительству доменных печей в самой Бискайе, которые превратили Страну Басков в центр испанской тяжелой промышленности.
Большое количество рабочей силы первоначально формировали жители сельских районов Страны Басков, крестьяне из Кастилии и Риохи, но вскоре сюда хлынули потоки трудовых мигрантов из отдалённых бедных регионов, в том числе из Галисии и Андалусии.
Тяжелые условия жизни и труда привели к росту популярности социалистических и анархистских учений и появлению радикальных движений. Расценив индустриализацию и её последствия (массовый наплыв рабочих из других областей Испании, распространение социалистических идей, ослабление влияния религии, возрастание социальной конфликтности) как угрозу утраты национально-культурной идентичности, значительная часть баскского общества поддержала националистическое движение. В 1895-м году была основана Баскская националистическая партия. Среди её целей было создание независимого и самоуправляющегося государства басков, а в идеологии принципы христианско-демократического учения сочетались с нетерпимостью к испанским эмигрантам, которые, по мнению партийного руководства, несли угрозу самобытной культуре и целостности их этноса, а также были проводниками учений левого толка.
В формировании баскского националистического движения важную роль играло движение карлистов, при этом значительное влияние оказывало романтизированное отношение к национализму в Европе XIX века.
Основатель PNV Сабино Арана, создал, при опоре на антилиберальный католический интегризм, в значительной мере ксенофобную идеологию, придавая большое значение расовой чистоте басков и говоря об их превосходстве над другими жителями Испании (сродни Limpieza de sangre в Золотой век Испании). В основу его доктрины легла форальная мифология, поэтому баскский этнический национализм возник не в традиционной лингвистической разновидности, когда решающим критерием нации является язык, а в расовом варианте. Он распространял ненависть ко всему испанскому, поскольку Испания, по его мнению, закабалила Эускади, превратила её, по-сути, в свою колонию. Это, в свою очередь, угрожает существованию исключительной баскской расы.
Однако не стоит упрекать Арану в беспочвенных выпадах в сторону Испании: формирование баскского национализма происходило на фоне запоздалого развития капиталистических отношений в Испании, одним из основных стимулов которого стал колониальный вопрос. Основным ингибитором этих процессов послужил тот факт, что до этого у испанских элит, избалованных притоком богатств из Латинской Америки, не было особой нужды интенсифицировать индустриализацию метрополии, равно как и развитие капитализма. Утрата последних колоний в Испано-американской войне больно ударила по экономическим интересам и самолюбию испанской буржуазии.
Следует также заметить, что политические идеи Сабино Араны менялись, и к моменту смерти его взгляды на эти проблемы были значительно смягчены (исследователи обычно говорят о «испанистской эволюции» взглядов Араны). Первоначально партийные ряды объединяли представителей буржуазии крупнейшего промышленного центра региона — Бильбао, на первых порах ограничиваясь территорией провинции Бискайя. Источником межнациональных противоречий выступил этносоциальный барьер между баскской промышленной элитой и преимущественно небаскским пролетариатом. В начале XX века идеи баскского национализма нашли поддержку среди широких слоёв населения с карлистскими взглядами в Бискайе и Гипускоа.
Арана озаботился, чтобы его партия сформировала социальную базу с опорой на «бацоки» (баск. batzoki, «место для собраний») — социальные центры баскских националистов, служившие своего рода их локальными представительствами. Внутри таких бацоки между его участниками существовали правила демократичного функционирования, которые ограничивались кругом принятых в центр, для чего необходимо было доказать чистокровное баскское происхождение. В 1895 первый бацоки был создан в Бильбао, а на сегодняшний день их количество исчисляется почти двумястами.
Движения баскского национализма использовали карлизм для поддержки католической церкви в качестве барьера против левого антиклерикализма в большинстве баскских провинций.
До настоящего времени для баскоязычных регионов характерна самая низкая безработица во всей Испании. На протяжении 1920-х и 1930-х годов первые баскские националистические организации часто маскировались под спортивные клубы или фольклорные организации, что помогло им остаться незамеченными в период, когда страной фактически руководил генерал Примо де Ривера. 1960-е годы стали периодом национального негодования. Во время правления Франко баскский язык был практически полностью запрещён (за исключением церквей и домов культуры). Кроме того, в более развитые баскоязычные регионы для работы на промпредприятиях хлынул поток испанских крестьян из бедных аграрных регионов юга Испании.

## Во Франции
Для сравнения, в аграрных баско- и провансалоязычных регионах на юге Франции индустриализационные процессы существенно отставали от общефранцузских, поэтому националистические идеи до сих пор не находят здесь той широкой поддержки, которая характерна для басков и каталонцев в Испании.